# Emil Görlitz
Emil Antoni Görlitz (ur. 13 czerwca 1903 w Katowicach, zm. 17 października 1990 w Altenburgu) – polski piłkarz, narodowości niemieckiej, bramkarz i napastnik. Reprezentant, rezerwowy na igrzyskach olimpijskich w Paryżu.

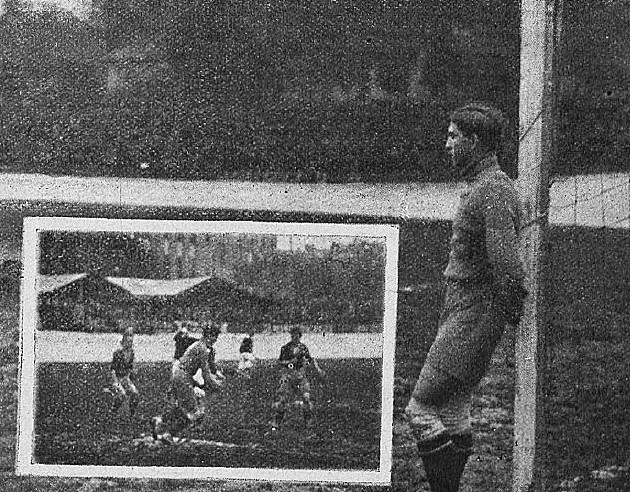
Emil Görlitz w barwach Pogoni Lwów (1924)

## Życiorys
Urodził się przy ulicy Raciborskiej w Katowicach w wielodzietnej niemieckiej rodzinie. Był wychowankiem Preußen 05 Kattowitz. Następnie grał w 1. FC Kattowitz. Jako pierwszy Ślązak niemiecki, z nowo utworzonego województwa śląskiego został powołany do reprezentacji Polski w piłce nożnej. Debiutował w niej 18 maja 1924 w meczu ze Szwecją (1:5), ostatni raz zagrał 2 października 1925 przeciwko Turcji. Łącznie w biało-czerwonych barwach rozegrał 8 oficjalnych spotkań. Podczas IO 1924 był rezerwowym, w jedynym meczu Polaków w turnieju (porażka 0:5 z Węgrami) bronił Mieczysław Wiśniewski.
Grał także w Pogoni Lwów, gdzie zrobił największą karierę, będąc ulubieńcem tamtejszych kibiców. Razem z Pogonią zdobył w 1925 mistrzostwo Polski. Namówiony przez trenera Pogoni, Austriaka Karla Fischera wyjechał do włoskiego Triestu, gdzie w Ederze został (wspólnie z kolegą klubowym Józefem Słoneckim) pierwszym polskim piłkarzem zawodowym.
Po krótkim, nieudanym pobycie w tym zawodowym klubie nie wrócił już ani do Pogoni, ani do reprezentacji. Kontynuował karierę w klubie, którego był wychowankiem –  1. FC Katowice, z którym zdobył w 1927 wicemistrzostwo Polski, z powodzeniem grając na różnych pozycjach. W barwach 1. FC rozegrał w ciągu trzech sezonów (1927–1929) 38 meczów ligowych, w których zdobył 9 bramek. W 1934, niedługo przed wyjazdem z Polski, został jako wciąż aktywny zawodnik członkiem klubowego zarządu.
Po raz drugi, już na stałe, wyjechał z Polski w 1934. Być może miało to związek z dyskwalifikacją, nałożoną przez PZPN na jego brata Josefa (miał uderzyć sędziego podczas meczu). Nowe miejsce do życia znalazł w Altenburgu w Turyngii. Otrzymał tam posadę w miejskiej administracji, jednocześnie kontynuując karierę sportową w lokalnym klubie Eintracht Altenburg. W czasie II wojny światowej pełnił kierownicze stanowisko w hucie w Sosnowcu. W lutym 1945 trafił do niewoli radzieckiej, dzięki samookaleczeniu kolana uniknął dłuższego pobytu w obozie jenieckim, który opuścił w maju 1945. Po wojnie powrócił do Altenburga, znajdując zatrudnienie jako kierowca w radzieckiej komendanturze. Do emerytury pracował w zakładzie przetwórstwa smoły w Rositz. Działał również w Towarzystwie Przyjaźni Niemiecko-Radzieckiej. Po roku 1962 wielokrotnie podróżował do rodzinnych Katowic. Podczas jednego z wyjazdów przemycił do NRD, a następnie do RFN, część archiwów klubowych swojej dawnej drużyny. Uczestniczył też, począwszy od roku 1968, w spotkaniach mieszkających w NRD dawnych członków 1 FC. Katowice, odbywających się w Salzgitter w Dolnej Saksonii. W 1971 wyróżniony został złotą odznaką DFB, niemieckiego związku piłkarskiego.
Brat Emila, Józef Görlitz, również był piłkarzem. Jako napastnik 1. FC Katowice rozegrał w latach 1927–1928 42 mecze ligowe, w których zdobył 29 bramek.

## Sukcesy
- Mistrzostwo Polski: 1925 z Pogonią Lwów
- Wicemistrzostwo Polski: 1927 z 1. FC Katowice